# Gymnapogon
Gymnapogon – rodzaj ryb z rodziny apogonowatych (Apogonidae).

## Klasyfikacja
Gatunki zaliczane do tego rodzaju:
- Gymnapogon africanus Smith, 1954
- Gymnapogon annona (Whitley, 1936)
- Gymnapogon foraminosus (Tanaka, 1915)
- Gymnapogon janus Fraser, 2016
- Gymnapogon japonicus Regan, 1905
- Gymnapogon melanogaster Gon & Golani, 2002
- Gymnapogon philippinus (Herre, 1939)
- Gymnapogon urospilotus Lachner, 1953
- Gymnapogon vanderbilti (Fowler, 1938)
- Gymnapogon velum Fraser, 2019